# 忘不了农场
《忘不了农场》（英語：Forget Me Not Farm），是腾讯视频制播的实境公益节目，为《忘不了餐厅》的续作，由黄渤担任餐厅店长、佟丽娅、辣目洋子为副店长，并与厨师王勇及五名有轻度认知障碍的老年服务生一同組成“忘不了家族”，在成都共同经营一所农场。第一季于2021年12月9日在腾讯视频首播。

## 播出时间
| 頻道     | 所在地 | 播映日期      | 播出時間     |
| -------- | ------ | ------------- | ------------ |
| 腾讯视频 | 中国   | 2021年12月9日 | 每週四 20:00 |

## 節目成員
| 姓名           | 初始角色定位 | 介绍                           |
| 黄渤           | 场长         |                                |
| 佟丽娅         | 副场长       | 缺席第四期-第五期              |
| 辣目洋子       | 副场长       |                                |
| 王勇           | 厨师         | 杭州西子湖四季酒店中餐行政总厨 |
| 肖玉萍         | 服务生       | 退休工厂文员                   |
| 张霞玲（瑜伽） | 服务生       | 退休军医、缺席第四期-第五期    |
| 沈祥武（小武） | 服务生       | 装甲老兵                       |
| 战永安         | 服务生       | 退休钢铁工人                   |
| 陈映眉（咪咪） | 服务生       | 退休美术老师                   |
| 崔福珍         | 服务生       | 黄渤妈妈                       |

## 節目嘉宾
| 姓名                                          | 集数   |
| 沈腾、宋祖儿                                  | 第四期 |
| 徐峥、宋祖儿                                  | 第五期 |
| 陈赫                                          | 第六期 |
| 邓超                                          | 第七期 |
| 邓超、汪苏泷、INTO1刘宇、INTO1林墨、INTO1刘彰 | 第八期 |
| 傅首尔                                        | 第九期 |
| 倪萍                                          | 第十期 |